# Cute (HNCのアルバム)
『Cute』（キュート）は、日本のユニット・HNCが2005年に発売した通算2作目のスタジオ・アルバム。発売元は、Softly!。

## 解説
Trolley BusからSoftly!にレーベルを移しHNCが発表した2ndアルバム。楽曲面ではPlus-Tech Squeeze Boxのハヤシベトモノリをサウンドプロデューサーに迎え、アートワークやブックレットのイラストデザインは前作同様にyuppaが担当した。また10曲目にはstrawberry machineがゲストボーカルとして参加している。
本作は台湾や韓国でも発売された。
後にyuppaは本作の完成度に納得がいかないままリリースされたことに、不満があった事を明かしている。

## 収録曲
特記なき楽曲はyuppa作曲。
1. ハロー - (ハヤシベトモノリ) - 3:02
2. LOVE + PIECE + ICECREAM! - 4:02
3. 部屋 - (ハヤシベトモノリ) - 3:37
4. 恋はキュルキュル - 4:01
5. スウィングライフ - (ハヤシベトモノリ) - 5:05
6. 野菜スープのうた - 2:03
7. Future☆Popp - 3:50
8. ヨーホーヨーホー - 1:31
9. ぼうしとわたしのシュビ・ドゥ・ドゥワ! - 2: 39
10. マニキュアグルーヴ - 2:43
11. 人魚のワルツ - 1:17
12. 恋に恋するお年頃 - 0:36